# John Michael Kosterlitz
John Michael Kosterlitz (Aberdeen, 22 de junho de 1943) é um físico britânico. Laureado com o Nobel de Física de 2016, juntamente com Duncan Haldane e David Thouless.
É professor de física na Universidade Brown. Foi laureado com o Prêmio Lars Onsager de 2000 da American Physical Society, e com a Medalha Maxwell de 1981 do Instituto de Física.

## Publicações selecionadas
- "Sharp Interface Limits of Phase-Field Models," K.R. Elder, Martin Grant, N. Provotas and J.M. Kosterlitz, Phys. Rev. E64, 021604 (2001).
- "Phase-field Modeling of Eutectic Growth," F. Drolet, K.R. Elder, M. Grant and J.M. Kosterlitz, Phys. Rev. E61, 6705 (2000).
- "Numerical Study of Spin and Chiral Order in a Two-Dimensional XY Spin Glass," J.M. Kosterlitz and N. Akino, Phys. Rev. Lett. 82, 4094 (1999).
- "Numerical Study of Order in a Gauge Glass Model," J.M. Kosterlitz and N. Akino, Phys. Rev. Lett. 81, 4672 (1998).
- "Charge Glass in Two-Dimensional Arrays of Capacitively Coupled Grains with Random Offset Charges," E. Granato and J.M. Kosterlitz, Phys. Rev. Lett. 81, 3888 (1998).